# Ron's Honeymoonquiz
Ron's Honeymoonquiz was een Nederlands televisieprogramma van de TROS en later RTL 4, gepresenteerd door Ron Brandsteder. Het was de opvolger van de succesvolle Showbizzquiz en bedacht door Joop van den Ende nadat hij een tijdschrift over bruiden had gelezen.
In dit televisieprogramma namen drie pasgetrouwde stellen het tegen elkaar op in verschillende spelletjes en quizzen. Het koppel dat de show won, mocht de finale spelen en als ze die binnen de tijd uitspeelden, kregen ze een luxe huwelijksreis aangeboden. Lukte dit niet, dan kregen ze als troostprijs een kofferset aangeboden.
Het format werd aan vele landen verkocht. Onder andere Engeland, Duitsland (Flitterabend), Frankrijk, Spanje, Italië, Noorwegen, Griekenland en Turkije zonden een eigen versie uit. In Nederland zijn negen seizoenen gemaakt.

## Spelonderdelen

### Eerste ronde
In de eerste ronde werden diverse quizzen gedaan waarbij de koppels vijf punten konden verdienen bij een goed antwoord.
- Het beroemde bruidspaar. Een beroemd bruidspaar vertelt een verhaal over hun relatie en de teams moeten inschatten welk van de twee beweringen waar is en welke niet. Daar konden ze vijf punten mee verdienen.
- Driedubbele bruiloft. Een aantal vragen moeten beantwoord worden over de echtgenoot/echtgenote. Ze moeten inschatten welk antwoord de echtgenoot/echtgenote gaat geven. Blijken ze dit goed in te hebben geschat, verdient het paar vijf punten. Daarnaast worden er nog meer inschattingsvragen gesteld.

### Tweede ronde

#### Eerste spellen
- Sleutelgatspel. Eerst wordt er een spel gespeeld en degene die dit spel verliest, krijgt een extra moeilijkheid in de beslissende ronde. Bij de TROS werd onder andere het Sleutelgatspel gespeeld. Er wordt een kijkje genomen in het huis van een bepaald persoon. Dit duurt 60 seconden en dan moet er zo snel mogelijk worden gezegd bij wie thuis het is opgenomen. Degene die dit het laatst zegt, krijgt een extra moeilijkheid in de beslissende ronde. De persoon bij wie het was opgenomen verscheen vervolgens live in de studio om bijvoorbeeld een lied te zingen.

#### Beslissende spellen
- Huwelijksboot. Het koppel zit in een huwelijksboot. Ze krijgen vragen en bij een fout antwoord komen er familieleden/kennissen van het koppel bij het koppel in een zwaan (later: op een bankje, dat omhoog gehouden werd door een krachtpatser) zitten. Als de zwaan te zwaar werd viel die om en lag iedereen in het water, en waren ze de verliezers.
- Klokken van het geluk. Ron stelt een vraag. Bij een fout antwoord trekken de kandidaten aan een touw om een schijf met vier klokken boven hun hoofd te laten draaien. In een van die klokken zit water. Als de schijf stopt op de klok met het water erin, valt het water over het echtpaar heen en valt het af.
- Zwembad, ook bekend als Waterwip. De bruidegoms zaten beiden met hun partner op een stoel boven een waterbassin. Aan de achterkant van het het bassin stonden vijf familieleden met een strak getrokken touw in hun handen. Door het vast houden van deze touwen bleef de stoel omhoog staan. De koppels moesten om beurten een vraag beantwoorden. Was deze fout, dan moest er een familielid weg en ging de stoel dus een stukje lager. Zodra het voor de familie te zwaar werd om de touwen vast te houden klapte de stoel naar voren en viel het koppel in het water. Hier had je 2 escape's; sterke Bertus was een helper en de andere was handige Henkie. Dit waren de 2 krachtpatsers van Ron's Honeymoonquiz.
- Autowasstraat. Bij deze quiz zitten de twee paren in een cabrio. Ron noemt een categorie. Indien de kandidaten de bijbehorende vraag willen beantwoorden, moeten ze claxonneren en de vraag beantwoorden. Bij een goed antwoord gaat de auto van de tegenpartij ietwat vooruit. Na vijf stukken vooruit verdwijnt de auto in de wasstraat en heeft het inzittende bruidspaar verloren.
- Soepbak. De bruidegom zit op een lepel boven een grote kom tomatensoep, de bruiden krijgen vragen. Bij een fout antwoord gaat de lepel naar beneden. Als de lepel vijf keer naar beneden is gegaan, valt de bruidegom in de soep. In 1993 worden er steeds wisselende soepen geïntroduceerd en wordt ook het spelprincipe aangepast. Bij een fout antwoord moet de bruid een busje kruiden optillen en een van die busjes activeert het valmechanisme. Dit spelprincipe werd echter niet lang gebruikt, want later keerde de traditionele tomatensoep weer terug.

### Troostrondes
- Troostronde. Het koppel dat als tweede afvalt, krijgt een aantal vragen waarvan moet worden ingeschat welk antwoord de echtgenoot/echtgenote gaat geven. Voor elk goed ingeschat antwoord, wint het koppel een prijs.
- Engel/duiveltjesbord. Dit spel komt in iedere TROS-aflevering voor. Er is een rond bord met zeventien hartjes, achter 10 zit een duiveltje, achter 7 een engeltje. Met een lange stok moet er telkens een hart op dit bord worden aangewezen, waarna er een engeltje of een duiveltje verschijnt. Een engeltje is goed en levert een prijs op, een duiveltje echter staat voor een opdracht in de finale. Als het laatste engeltje is onthuld, is het spel afgelopen en alle duiveltjes die dan onthuld zijn, moeten worden weggespeeld in het finalespel De laatste tien minuten. In het eerste seizoen wordt dit onderdeel aan een loterij gekoppeld, waarbij een van de kandidaten via een drukknoppenkast de winnende lotnummers bepaalde.
- Appelboom. Het tweede koppel dat afvalt bij RTL, moet onder een appelboom staan en zo veel mogelijk appels opvangen voor prijzen. In de beginperiode bepaalde de appelboom hoeveel appels er moesten worden weggespeeld bij het finalespel De zevende hemel.
- Schoon in het schuim. In 1993 werd de appelboom tijdelijk vervangen door een schuimbad. Het als tweede afgevallen koppel zat in dit schuimbad en kreeg 30 seconden om zo veel mogelijk zeepjes van de bodem af te rapen. Ieder rood zeepje leverde een prijs op.

### Finale
- De laatste tien minuten. Deze finale werd gedaan bij de TROS. Het winnende koppel krijgt tien minuten om de duiveltjes die bij elkaar zijn gespeeld op het engel/duiveltjesbord, weg te spelen. Dit waren maximaal tien duiveltjes(als alle 10 de duiveltjes op het bord waren onthuid). Ieder duiveltje staat voor een opdracht die gedaan moet worden, sommigen ook met mensen uit het publiek. Ook kon er in een duiveltje een boterbriefje zitten. Het betreffende duiveltje was dan direct weg, zonder opdracht. De bekendste opdracht is de Toren van Pisa, waarbij het koppel alle poppetjes(bruidjes en bruidegommeties) op een wiebelende toren moesten zien te krijgen zonder dat deze omviel. Tussendoor kan de telefoon gaan voor een extra opdracht en als deze goed wordt uitgevoerd, wordt de klok tien seconden stilgezet. Ook is er één time-out, waarin het koppel de vraag krijgt of ze door willen gaan voor de huwelijksreis (honeymoon) of willen stoppen voor de prijzen (per weggespeelde duivel één prijs). Als alle duiveltjes binnen de tijd worden weggespeeld, wint het team de huwelijksreis, anders verliezen ze alle gewonnen finaleprijzen en krijgen ze een kofferset als troostprijs. De juryleden die een oogje in het zeil moeten houden en op de gong slaan als een opdracht tot een goed eind is gebracht zijn Eva Smit (alleen seizoen 1), Willy Dobbe en Frits van Turenhout.
- De zevende hemel. Deze finale werd gedaan bij RTL 4 en was goed te vergelijken met De laatste tien minuten. Het tijdsbestek werd omlaag gebracht van tien naar zeven minuten en er werden geen duiveltjes, maar appels weggespeeld. Als alle appels waren weggespeeld binnen zeven minuten, was de reis gewonnen en kregen de kandidaten nog vijf quizvragen voor extra geldprijzen. Onder andere Jacques d'Ancona en Reinout Oerlemans traden in deze finale op als jurylid.
- Parcours. Rond 1992 werd de finale gewijzigd naar een parcours bestaande uit vier opdrachten en de Toren van Pisa, wederom in een tijdsbestek van zeven minuten. Dit parcours had elke aflevering een ander thema. De telefoon kwam in deze versie te vervallen. In plaats daarvan lagen er op het parcours een aantal meubelcheques verstopt (totale waarde: 7500 gulden), die meestal via een kleine extra opdracht ter plekke bemachtigd konden worden. Deze verstopplaatsen vervielen later en werden vervangen door een time-out na afloop van het parcours. Tijdens deze time-out kregen de kandidaten de mogelijkheid om een aantal kennisvragen voorgeschoteld te krijgen. Voor elke juiste vraag won het koppel een meubelcheque, maar het ging wel van de tijd af voor de Toren van Pisa.

## Trivia
- De koppels worden altijd ingeleid met het nummer Engelen bestaan niet. Ron Brandsteder zong dit nummer zelf in de studio. In de tweede aflevering uit 1987, viel tijdens het nummer één van de gasten in het waterbassin onder het podium. Dit incident kon er niet worden uitgeknipt, omdat het programma live werd uitgezonden. In de laatste paar seizoenen bij RTL werd Engelen bestaan niet ook aan het eind van de show gezongen.[2]
- De tomatensoep bestond uit water gemixt met dikke rode kleurstoffen en deze ingrediënten werden met betonmixers gemengd[3]. Er zaten ook conserveermiddelen in tegen het bederven. De 'soep' had een uiterste houdbaarheidsdatum van ongeveer vier weken en daarmee konden er twee quizzen worden opgenomen.[4]. Ondanks dat dit een van de bekendste onderdelen van de show was, werd dit onderdeel pas bij RTL ingevoerd.
- De Toren van Pisa is door Jumbo uitgegeven als gezelschapsspel.
- De Toren van Pisa was in 2011 ook te zien het programma Lang leve de tv!.
- Dit programma is een van de jeugdherinneringen die wordt aangehaald in het lied "Kvraagetaan" (2007) door de Fixkes.